# 奈良県道215号古瀬小殿線
奈良県道215号古瀬小殿線（ならけんどう215ごう こせおどのせん）は、奈良県御所市を通る一般県道である。

## 概要
御所市大字古瀬から御所市大字小殿に至る。
JR西日本和歌山線・近鉄吉野線 吉野口駅と国道24号を結ぶ。朝町付近ではバイパスが供用されているが距離が短く、その他の区間では狭隘かつ見通しの悪い箇所が多いため、起点と終点の行き来には国道309号を利用する方が無難である。

### 路線データ
- 起点：御所市大字古瀬
- 終点：御所市大字小殿（小殿北交差点、国道24号交点）

## 路線状況

### 道路施設

#### 橋梁
- 吉野口橋（曽我川、御所市）
- 谷山橋（朝町川、御所市）
- 欠田橋（朝町川、御所市）
- 尾上橋（御所市）

## 地理

### 通過する自治体
- 奈良県
  - 御所市

### 交差する道路
| 交差する道路                           | 交差する場所 | 交差する場所        |
| -------------------------------------- | ------------ | ------------------- |
| 国道309号 奈良県道120号五條高取線 重複 | 大字古瀬     | [ 注釈 1 ]          |
| 国道24号 / E24 京奈和自動車道          | 大字朝町     | [ 注釈 1 ]          |
| 国道24号 国道168号 重複                | 大字小殿     | 小殿北交差点 / 終点 |

### 交差する鉄道
- 近鉄吉野線
- 和歌山線

### 沿線
- JR西日本和歌山線・近鉄吉野線 吉野口駅